# 주요 은하 목록

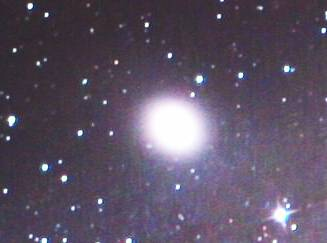
PGC 2555 (메시에 32)

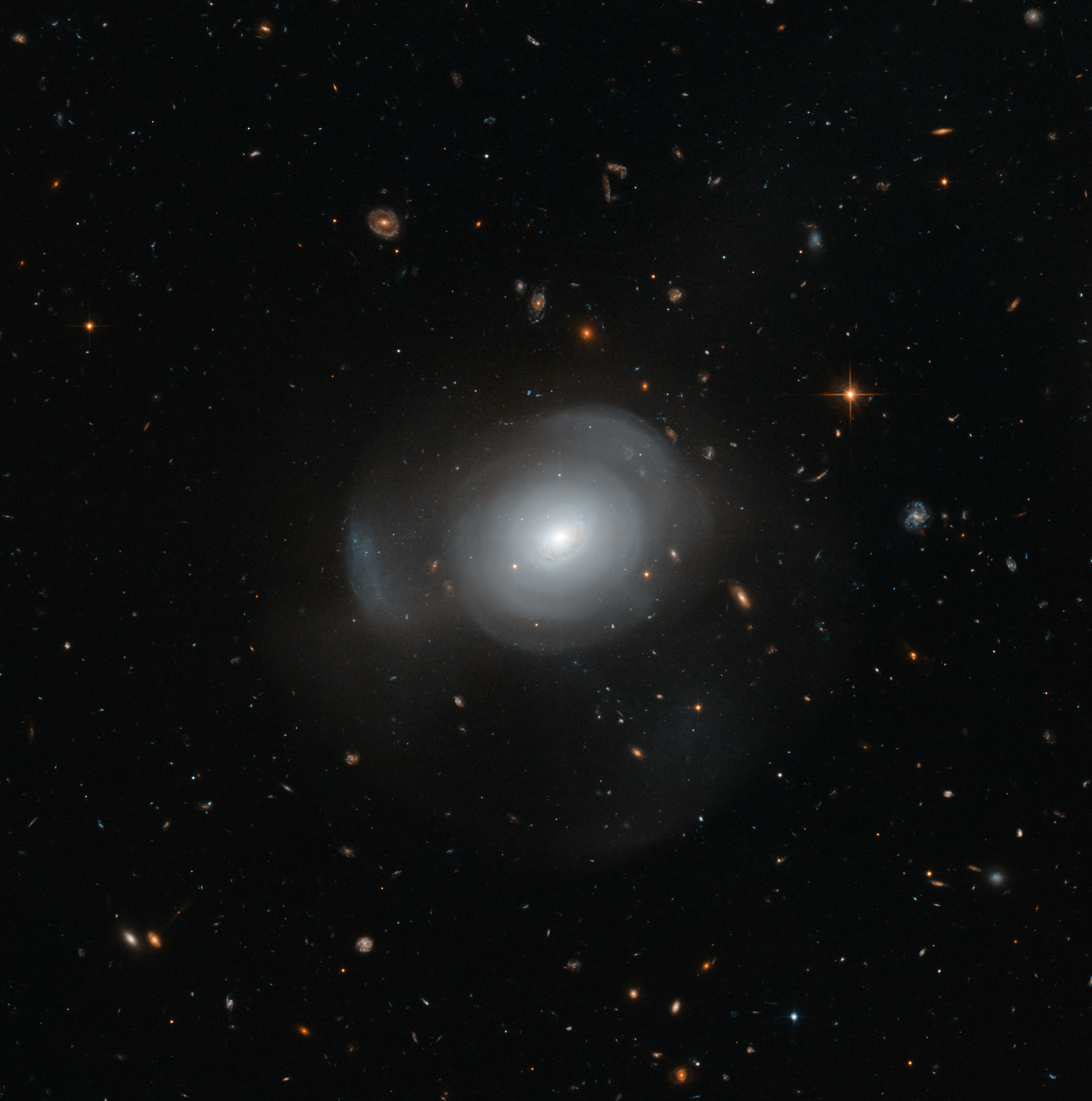
타원은하 LEDA 6240의 모습을 담은 허블 사진이다.

주요 은하 목록(영어: Principal Galaxies Catalogue, PGC)은 1989년에 발표된 천체 목록으로, 6,775,357개 이상의 은하에 관한 교차 식별(cross-identification)과 B1950 및 J2000 적도 좌표계를 수록하고 있다. 40,932개의 좌표(56%)는 10"보다 작은 표준 편차를 가진다. 38개의 가장 유명한 자료들을 통해서 6,775,357 개 이상의 천체가 주요 은하 목록에 수록되었다. 각 천체에 관한 평균 자료는 다음과 같이 주어질 수 있다.
- 49,102 형태 설명
- 52,954 겉보기 장축 및 단축
- 67,116 겉보기 등급
- 20,046 시선 속도
- 24,361 위치각

## 예시

### PGC 2555
PGC 2555 (메시에 32, NGC 221, 아르프 168)는 안드로메다자리 방향으로 약 265만 광년 떨어져 있는 왜소타원은하이다. 이 은하는 유명한 은하인 안드로메다 은하의 위성은하 중 하나로, 1749년 기욤 르 장띠가 발견하였다.

### PGC 6240
LEDA 6240(백장미 은하)는 물뱀자리 방향에 있는 거대한 렌즈형 은하이다. 지구로부터 약 1억 6백만 파섹 떨어진 곳에 위치한다.

### 그 외
LEDA 1000714는 지구로부터 약 3억 8,000만 광년 떨어진 이중 고리 은하이다.
LEDA 54559(호그 천체)는 지구로부터 약 6억 광년 떨어진 고리 은하이다.
LEDA 3074547(부메랑 성운)은 우주에서 가장 차가운 곳이다

## 같이 보기
- 천체 목록